# ادراک فراحسی
ادراک فراحسی یا ادراک خارج حسی (به انگلیسی: Extrasensory perception) یا حس ششم یا چشم سوم نیز نامیده می‌شود، یک شبه علم  و باوری است که شامل ادعای دریافت اطلاعاتی است که از طریق حواس فیزیکی شناخته شده، (حواس پنجگانه) به دست نمی‌آید، اما با ذهن احساس می‌شود. این اصطلاح توسط روان‌شناس دانشگاه دوک جی بی راین برای نشان دادن تواناییهای روحی مانند شهود، تله پاتی، روان سنجی، بصیرت و عملکرد بین زمانی آنها به عنوان یک شناخت یا شناخت مجدد به کار رفته‌است.
در فراروان‌شناسی، با توجه به روند تحقیقات که بیش از یک قرن به طول انجامیده و هم چنان شواهد قانع‌کننده‌ای برای اثبات داده‌های به دست آمده وجود ندارد، این رشته همواره مورد انتقاد قرار گرفته‌است. پیراروان‌شناسی Parapsychology به دور محور شناخت پدیده‌های ماوراءالطبیعه می‌چرخد.

## معرفی
چشم سوم نوعی ادراک فراحسی است و شامل قدرت درک چیزهایی است که در حواس پنج‌گانه وجود ندارد، به موجب آن فرد اطلاعاتی را به صورت دیدن در مورد وقایع آینده قبل از وقوع آنها (بدون شناخت قبلی) یا رویدادها و حوادثی در مکانهای از راه دور را درک می‌کند. هیچ مدرک علمی مبنی بر وجود چشم سوم وجود ندارد. گزارش‌ها مربوط به نگاه دوم فقط از شواهد حکایتی پس از واقعیت شناخته شده‌است.
به ادراک فراحسی (ادراکاتی که خارج از حواس پنجگانه ما هستند) عموماً حس ششم یا در مواردی نادر که کمتر در زبان پارسی مورد استفاده قرار می‌گیرد «بصیرت، نهان‌بینی» نیز می‌گویند.

## تاریخچه
این اصطلاح در دانشگاه دوک Duke و توسط روان‌شناسی به نام J. B. Rhine برای مشخص کردن توانمندی‌های ذهنی از جمله Intuition (درک ناگهانی - شم)، تله‌پاتی، روان سنجی و … مورد استفاده قرار گرفت.

## نمای کلی از دیدگاه دین

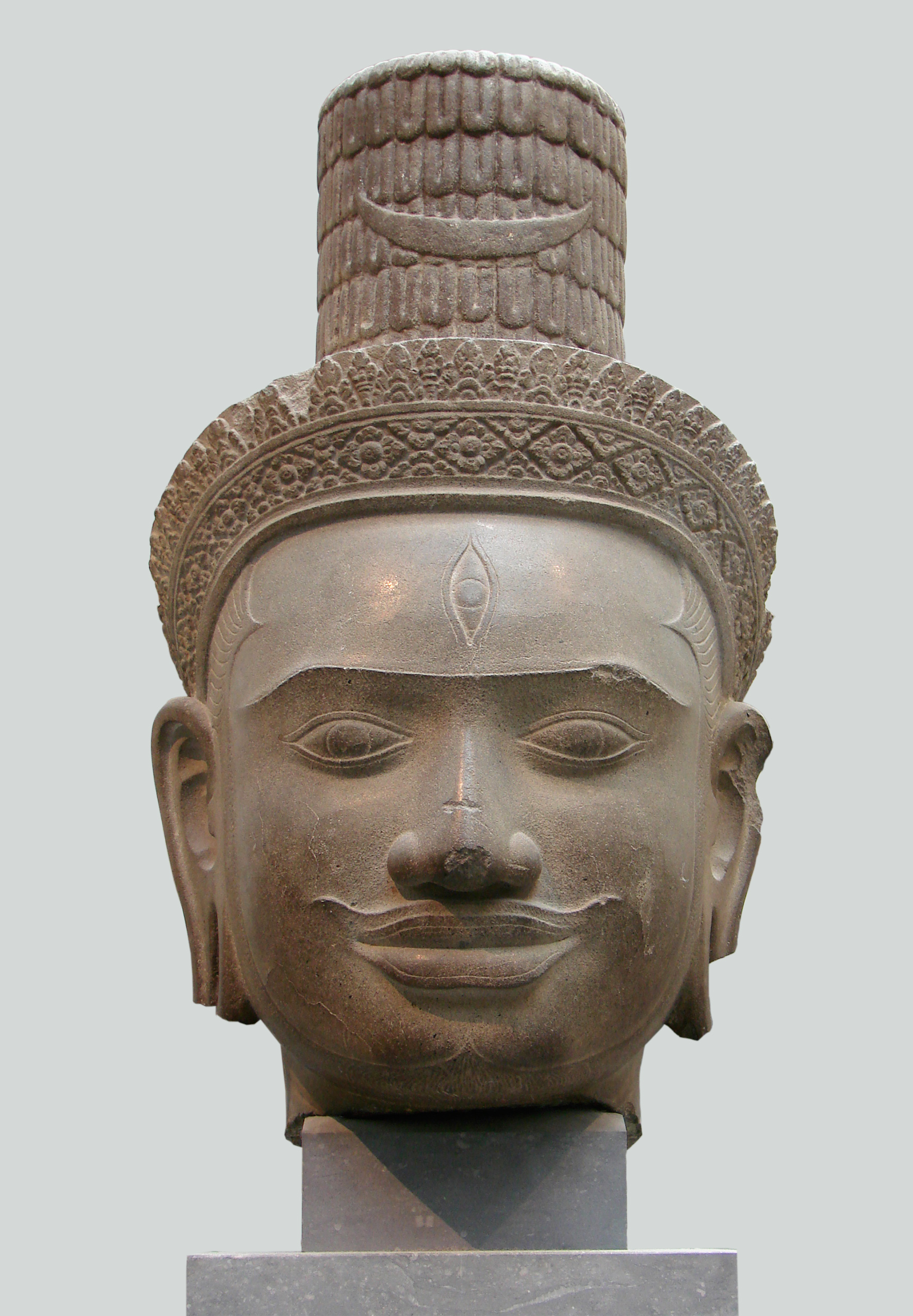
یک سر شیوا کامبوج که چشم سوم را نشان می‌دهد.

چشم سوم (که به آن چشم ذهن یا چشم داخلی نیز گفته می‌شود) یک مفهوم عرفانی و باطنی از یک چشم نامرئی است که معمولاً در پیشانی به تصویر کشیده می‌شود و ادراکی فراتر از دید عادی می‌دهد.
در سنت‌های معنوی Dharmic از هند، چشم سوم اشاره به ajna (یا پیشانی) چاکرا دارد. چشم سوم به دروازه‌ای اشاره دارد که به قلمروهای درونی و فضاهای آگاهی بالاتر منتهی می‌شود. در معنویت، چشم سوم غالباً نمادی از روشنگری یا بیرون کشیدن تصاویر ذهنی با اهمیت معنوی یا روحی عمیقاً شخصی است. چشم سوم غالباً با دیدهای مذهبی، شرارت، توانایی مشاهده چاکراها و اوراها، پیش تشخیص و تجربیات خارج از بدن همراه است. افرادی که گفته می‌شود توانایی استفاده از چشمان سوم خود را دارند، بعضاً به عنوان دیده‌دار شناخته می‌شوند. در هندوئیسم و بودیسم گفته می‌شود که چشم سوم در حوالی وسط پیشانی، کمی بالاتر از محل اتصال ابروها واقع شده‌است و نمایانگر روشنگری است که شخص از طریق مراقبه به آن می‌رسد. هندوها همچنین یک "تیلاکا " را بین ابروها به عنوان بازنمایی از چشم سوم قرار می‌دهند، که در عبارات شیوا نیز دیده می‌شود. بوداییان چشم سوم را «چشم آگاهی» می‌دانند و این نشان دهندهٔ نقطهٔ برتری است که از آن روشنگری فراتر از دید جسمی فرد حاصل می‌شود.